# Skylight (La Défense)
Tour Skylight (auch Skylight genannt) ist der Name eines Hochhauses im Pariser Vorort Puteaux in der Bürostadt La Défense. Das Gebäude befindet sich neben dem Einkaufszentrum Les Quatre Temps und der Grande Arche. Erbaut wurde das Hochhaus zwischen 2015 und 2017. Eröffnet wurde das Gebäude am 29. November 2017 von Patrick Devedjian. Es verfügt über 18 Etagen und über eine Fläche von etwa 11.200 Quadratmetern. Entworfen wurde das Gebäude von den Architekten Louis Paillard und Franklin Azzi. Im Gebäude befinden sich vor allem Wohnungen, aber auch Läden, sowie der Campus der IÉSEG School of Management.
Das Hochhaus ist mit der Métrostation La Défense und dem Bahnhof La Défense an den öffentlichen Nahverkehr im Großraum Paris angebunden.